# Sonde de rééducation périnéale
Une sonde de rééducation périnéale est un dispositif endo-cavitaire (vaginal ou anal) destiné à pallier les carences responsables d'incontinence et de troubles associés. Les sondes de rééducation périnéale peuvent être utilisées de deux façons différentes, soit pour pratique de l’électrostimulation, soit pour utiliser un biofeedback.

## Les sondes de rééducation périnéale

### Sondes d’électrostimulation
L’électrostimulation correspond à une contraction musculaire involontaire contrôlée par une stimulation électrique. Cette stimulation est apportée via une électrode placée au contact des muscles à stimuler et est utilisée dans les domaines de la préparation sportive, la récupération et la rééducation. Dans le domaine de la rééducation périnéale, l’électrostimulation est principalement utilisée pour stimuler des muscles trop faibles pour se contracter d’eux-mêmes ou pour aider la patiente à localiser la zone à contracter. La stimulation électrique doit diminuer dans le temps afin de permettre à la patiente de progresser en compensant la baisse de la stimulation par une contraction active et volontaire.
Malgré une technologie ancienne et une utilisation parfois désagréable, les sondes d'électrostimulation peuvent être remboursées pour une utilisation à domicile.

### Sondes de biofeedback
Le biofeedback permet l’apprentissage ou l’amélioration d’un mouvement grâce au retour (visuel, sonore) sur un mouvement précédent. Cette technique est très utilisée dans la rééducation car elle permet des progrès rapides sur les domaines de la force, de l’endurance et de la coordination musculaire. Les techniques de biofeedback sont au service des exercices musculaires du plancher pelvien, l’association des deux est efficace contre l’incontinence urinaire d’effort.
Les sondes de biofeedback utilisables à domicile sont relativement récentes et, bien qu’elles soient de qualité et d’efficacité variables, leur efficacité commence à être validée par la recherche clinique.

## Comment se procurer une sonde de rééducation périnéale?
Les sondes de rééducation périnéale sont, en France, délivrées sous ordonnance médicale lorsqu’elles prétendent à un remboursement par l’assurance maladie. Les kinésithérapeutes et sages-femmes sont autorisés à délivrer cette prescription.
Certaines sondes sont utilisables avec un professionnel de santé et en général, elles se branchent ou se connectent à son appareil de rééducation périnéale. D’autres sondes se connectent directement au smartphone de la patiente pour une rééducation périnéale à domicile.